# Seninka
Seninka é uma comuna checa localizada na região de Zlín, distrito de Vsetín.